# 中鱷亞目

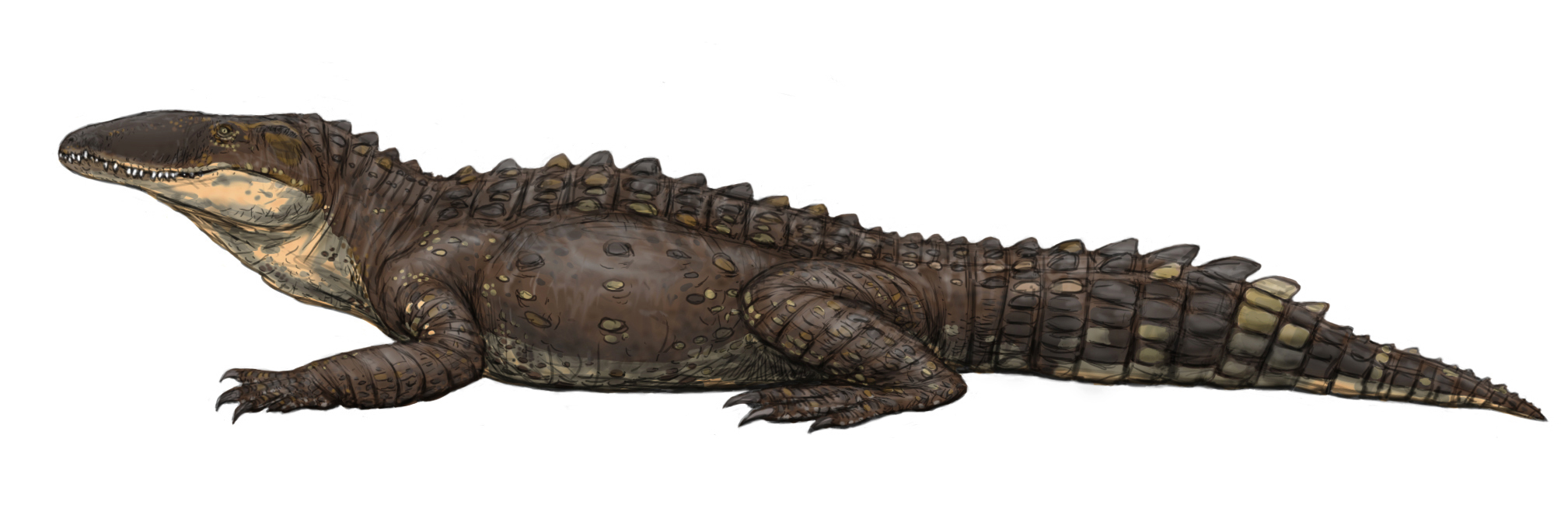
西貝鱷，曾是中鱷亞目的一員

中鱷亞目（"Mesosuchia"）是個廢棄不用的分類，包括了陸生、半水生、完全水生的鱷形超目生物群。水生的地蜥鱷擁有槳狀的前肢，達克龍的頭顱已演化成以大型海生爬蟲類為食、沙漠鱷已演化成以軟體動物與腹足綱動物為食。沙漠鱷的外表類似現代鱷魚，並與鱷魚的直系祖先血緣非常接近。
中鱷類原本被定位為鱷目（Crocodylia）的一個亞目，包含除了海鱷亞目以外，原鱷亞目（Protosuchia）與真鱷亞目之間的中生代物種。因為這個分類是個並系群，所以這分類不再是有效的名稱。它被中真鱷類所取代，在種系發生學上，中真鱷類的範圍跟中鱷亞目是接近的。中真鱷類也包含現代鱷目，以及最近發現的相關物種。
傳統上，中鱷亞目由以下所構成：
- 西蜀鱷科 Hsisosuchidae
- 戈壁鱷科 Gobiosuchidae
  - 諾托鱷下目 Notosuchia
    - 諾托鱷科 Notosuchidae
    - 西貝鱷科 Sebecosuchidae
    - 波羅鱷科 Baurusuchidae

  - 新鱷下目 Neosuchia
    - Trematochampsidae科
    - 佩羅鱷科 Peirosauridae
      - 洛馬鱷 Lomasuchus
      - 蒙特阿爾托鱷 Montealtosuchus

    - 埃羅鱷科 Elosuchidae
    - Atoposauridae科
    - 森林鱷科 Dyrosauridae
    - 大頭鱷科 Pholidosauridae
      - 肌鱷 Sarcosuchus

    - 海鱷下目 Thalattosuchia
      - 真蜥鱷科 Teleosauridae
      - 地蜥鱷科 Metriorhynchidae
        - 達克龍 Dakosaurus

    - 角鱗鱷科 Goniopholididae
    - 副短吻鱷科 Paralligatoridae
      - 沙漠鱷 Shamosuchus

## 外部連結
- Unterordnung Mesosuchia
- A teleosaurid (Crocodylia, Mesosuchia) from the Toarcian of Madagascar and its palaeobiogeographical significance
- Blue Nile Gorge（页面存档备份，存于）
- In german
- Shantungosuchus
- Crocodyliformes
- Crocodile Evolution